# مطار ينتشوان هيدونج الدولي
مطار ينتشوان خه دونغ (بالإنجليزية: Yinchuan Hedong Airport) (إياتا: INC، إيكاو: ZLIC) يقع في مدينة ينتشوان في جمهورية الصين الشعبية. صنف مطار ينتشوان خه دونغ في المرتبة الثامنة والثلاثون في الصين من حيث عدد الركاب عام 2011 وفقًا لإدارة الطيران المدني في الصين، حيث تعامل مع 3,376,964 راكب، وبلغ إجمالي حركة الطائرات (القادمة والمغادرة) 29,889 طائرة وقد بلغت كمية البضائع المنقولة عبر المطار 23,743 طن.

## شركات الطيران والوجهات
| شركـات طيـران             | الوجهات |
| ------------------------- | --- |
| طيران الصين               | مطار بكين العاصمة الدولي، مطار بكين داشينغ الدولي، مطار تشنغدو شوانغليو الدولي، مطار تشونغتشينغ جيانغبى الدولي، مطار هانغتشو شياوشان الدولي، مطار هونغ كونغ الدولي، مطار غيونغهاي بواو، مطار شانغهاي بودنغ الدولي، مطار تيانجين الدولي، مطار تشنغتشو الدولي |
| Air Guilin                | مطار تشنغتشو الدولي |
| خطوط العاصمة بكين الجوية  | مطار دونهوانغ موغاو الدولي، مطار هانغتشو شياوشان الدولي، مطار سانيا فينيكس الدولي |
| Chengdu Airlines          | مطار تشنغدو تيانفو الدولي، مطار هانتشونغ جهينغو، مطار جينان الدولي، مطار شيجياتشوانغ تشنغدينغ الدولي، Yan'an، مطار تشانغيه قانتشو، مطار زوني شينزهو |
| خطوط شرق الصين الجوية     | مطار بكين داشينغ الدولي، مطار تشانغتشي وانغشون، مطار تشنغدو شوانغليو الدولي، مطار تشيفنغ يولونغ، مطار داليان الدولي، مطار داتونغ يونغانغ، مطار دونهوانغ موغاو الدولي، مطار قوانغتشو باييون الدولي، مطار هانغتشو شياوشان الدولي، مطار هاربين الدولي، مطار حيفي شينكياو الدولي، مطار هوهوت بايتا الدولي، مطار هوايان ليانشوي، مطار جيايوغان، مطار كونمينغ جانغشوي الدولي، مطار نانتشانغ تشانغبى الدولي، مطار نانجينغ الدولي، مطار اوردوس إيجين هورو، مطار غينغادو جياودونغ الدولي، مطار شانغهاي هونغكياو الدولي، مطار شانغهاي بودنغ الدولي، مطار شنيانغ الدولي، مطار شيجياتشوانغ تشنغدينغ الدولي، مطار تايوان تاويوان الدولي، مطار تاييوان وسو الدولي، مطار تيانجين الدولي، مطار أورومتشي الدولي، مطار ووهان الدولي، مطار سنن شوفانغ الدولي، مطار شيان شيانيانغ الدولي، مطار شينينغ الدولي، مطار شينتشو وتايشهان، مطار ييوو، مطار تشانغيه قانتشو |
| طيران الصين اكسبرس        | مطار باوتو يرليبان، مطار بيجي فيشونغ، مطار تيانشوي ماجيشهان، مطار شينغي |
| خطوط جنوب الصين الجوية    | مطار بكين داشينغ الدولي، مطار تشانغشا هوانغوا الدولي، مطار قوانغتشو باييون الدولي، مطار قوييانغ لونغدونغابو الدولي، مطار هايكو ميلان الدولي، مطار نانجينغ الدولي، مطار نانينغ وشو الدولي، مطار شينزين باوان الدولي، مطار أورومتشي الدولي، مطار ووهان الدولي، مطار ييوو، مطار تشنغتشو الدولي |
| Chongqing Airlines        | مطار هويزهو بينجتان، مطار لوئهو يونلونغ |
| Colorful Guizhou Airlines | مطار قوييانغ لونغدونغابو الدولي |
| Dalian Airlines           | مطار داليان الدولي |
| Fuzhou Airlines           | مطار فوتشو تشانغله الدولي، مطار يفانغ نانيوان |
| Grand China Air           | مطار بكين العاصمة الدولي |
| طيران جي إكس              | مطار ييتشانغ سانشيا |
| خطوط هاينان الجوية        | مطار داليان الدولي، مطار هايكو ميلان الدولي، مطار تشنغتشو الدولي، مطار تشوهاى جينوان |
| Hebei Airlines            | مطار بكين داشينغ الدولي، مطار غويان ليوبانشان |
| خطوط جونياو الجوية        | مطار هايلار دونغشان، مطار نانجينغ الدولي، مطار شانغهاي بودنغ الدولي |
| LJ Air                    | مطار هاربين الدولي |
| طيران لونج                | مطار تشانغتشون الدولي، مطار تشانغتشو بيننو، مطار تشنغدو تيانفو الدولي، مطار هانغتشو شياوشان الدولي، مطار نانيانغ جيانغ يينغ، مطار نينغبو ليش الدولي، مطار شانغهاي بودنغ الدولي، مطار أورومتشي الدولي، مطار ونزهو يونجقيانج الدولي، مطار ووهان الدولي، مطار شانغينغ ليوجي |
| خطوط طيران أوكاي          | مطار تشانغشا هوانغوا الدولي، مطار فويانغ شيغوان، مطار هايكو ميلان الدولي، مطار هانغتشو شياوشان الدولي، مطار نانينغ وشو الدولي، مطار نينغبو ليش الدولي، مطار تيانجين الدولي، مطار أورومتشي الدولي، مطار شيامن قاوتشي الدولي |
| Qingdao Airlines          | مطار تشنغدو تيانفو الدولي، مطار إيرينهوت سايوسو الدولي، مطار نانجينغ الدولي، مطار شينينغ الدولي |
| خطوط شاندونغ الجوية       | مطار أنشهون هوانغشو، مطار قوييانغ لونغدونغابو الدولي، مطار هانغتشو شياوشان الدولي، مطار حيفي شينكياو الدولي، مطار جينان الدولي، مطار لانتشو تشونغ تشوان، مطار ميانيانغ نانيجو، مطار نانينغ وشو الدولي، مطار غينغادو جياودونغ الدولي، مطار شيجياتشوانغ تشنغدينغ الدولي، مطار تانغشان سانوهي، مطار تاييوان وسو الدولي، مطار تيانجين الدولي، مطار أورومتشي الدولي، مطار ووهان الدولي، مطار شيامن قاوتشي الدولي، مطار شينينغ الدولي، مطار يانتاي بينجلاي الدولي، مطار تشنغتشو الدولي |
| خطوط شانغهاي الجوية       | مطار بكين داشينغ الدولي، مطار تشانغتشون الدولي، مطار تشانغشا هوانغوا الدولي، Lianyungang، مطار لويانغ الدولي، مطار شانغهاي بودنغ الدولي، مطار ونزهو يونجقيانج الدولي، مطار شيان شيانيانغ الدولي، مطار تشانغجياجيه هيهوا، مطار تشنغتشو الدولي |
| خطوط شينزين الجوية        | مطار نانتشانغ تشانغبى الدولي، مطار نانجينغ الدولي، مطار نانينغ وشو الدولي، مطار نانتونغ شينغ دونغ، مطار جينجيانغ تشيوانتشو، مطار شينزين باوان الدولي، مطار ييتشانغ سانشيا، مطار تشنغتشو الدولي |
| خطوط سيتشوان الجوية       | مطار تشنغدو شوانغليو الدولي، مطار تشنغدو تيانفو الدولي، مطار تشونغتشينغ جيانغبى الدولي، مطار قوانغتشو باييون الدولي، مطار قويلين يانغ جيانغ الدولي، مطار لونغنان جينتشيو، مطار سانيا فينيكس الدولي، مطار تشنغتشو الدولي |
| سبرينغ (شركة طيران)       | مطار حيفي شينكياو الدولي، مطار جييانغ شاوشان، مطار نانتشانغ تشانغبى الدولي، مطار نينغبو ليش الدولي، مطار شانغهاي هونغكياو الدولي، مطار شانغهاي بودنغ الدولي، مطار شيجياتشوانغ تشنغدينغ الدولي، مطار نانيانغ يانتشنغ |
| خطوط تيانجين الجوية       | مطار داليان الدولي، مطار يولين يو يانغ |
| طيران التبت               | مطار لاسا الدولي، مطار تيانجين الدولي |
| West Air ‏                 | مطار تشونغتشينغ جيانغبى الدولي، مطار شيجياتشوانغ تشنغدينغ الدولي |
| خطوط زيامن الجوية         | مطار بكين داشينغ الدولي، مطار تشانغشا هوانغوا الدولي، مطار تشونغتشينغ جيانغبى الدولي، مطار فوتشو تشانغله الدولي، مطار هانغتشو شياوشان الدولي، مطار هاربين الدولي، مطار جينينغ كوفو، مطار لويانغ الدولي، مطار تشينغيانغ، مطار غينهوانغادو بيداهي، مطار جينجيانغ تشيوانتشو، مطار شانغهاي هونغكياو الدولي، مطار تيانجين الدولي، مطار أورومتشي الدولي، مطار شيامن قاوتشي الدولي، مطار تشنغتشو الدولي، مطار تشوهاى جينوان |